# George R. Viscome
| 10194 Tonygeorge   | 18 agosto 1996  |
| 10379 Lake Placid  | 18 luglio 1996  |
| 10895 Aynrand      | 11 ottobre 1997 |
| 14075 Kenwill      | 18 luglio 1996  |
| 17638 Sualan       | 11 agosto 1996  |
| 35283 Bradtimerson | 5 ottobre 1996  |
| 65866 Wynneozrics  | 10 agosto 1997  |

George R. Viscome (1956) è un astronomo amatoriale statunitense, di professione tecnico delle trasmissioni.
Specializzatosi in astrometria, il Minor Planet Center gli accredita le scoperta di trentatré asteroidi, effettuate tra il 1996 e il 1998.
Gli è stato dedicato l'asteroide 6183 Viscome.